# Amatorska Liga MMA
Amatorska Liga MMA (ALMMA) – polska organizacja promująca mieszane sztuki walki (MMA) na szczeblu amatorskim. Przewodzi jej Sławomir Cypel.

## Historia
W 2005 główny trener klubu Okniński MMA Warszawa Mirosław Okniński zorganizował w budynku Gwardii Warszawa pierwsze zawody w ograniczonej formule MMA m.in. brak ciosów w parterze oraz kolanami. Zawodnicy mieli na sobie ochraniacze na głowę i konfrontowali się ze sobą na matach w jednorundowych pojedynkach trwających 5 minut. Począwszy od 3 edycji zawody odbywały się w Sochaczewie w tamtejszym klubie Dragon Fight. Po czasie zawody odbywały się również w innych miastach. Aktualnie ALMMA organizuje cyklicznie zawody w całym kraju będąc największą w Polsce, ale również w Europie organizacją promującą amatorskie MMA. ALMMA to nie tylko zawody MMA ale również brazylijskiego jiu-jitsu, grapplingu czy innych dyscyplin pokrewnych. 
Swoje kariery w mieszanych sztukach walki na Amatorskiej Lidze MMA zaczynali m.in. Borys Mańkowski, Marcin Naruszczka, Joanna Jędrzejczyk, Asłambiek Saidow czy Krzysztof Jotko.

## Zasady i regulaminy

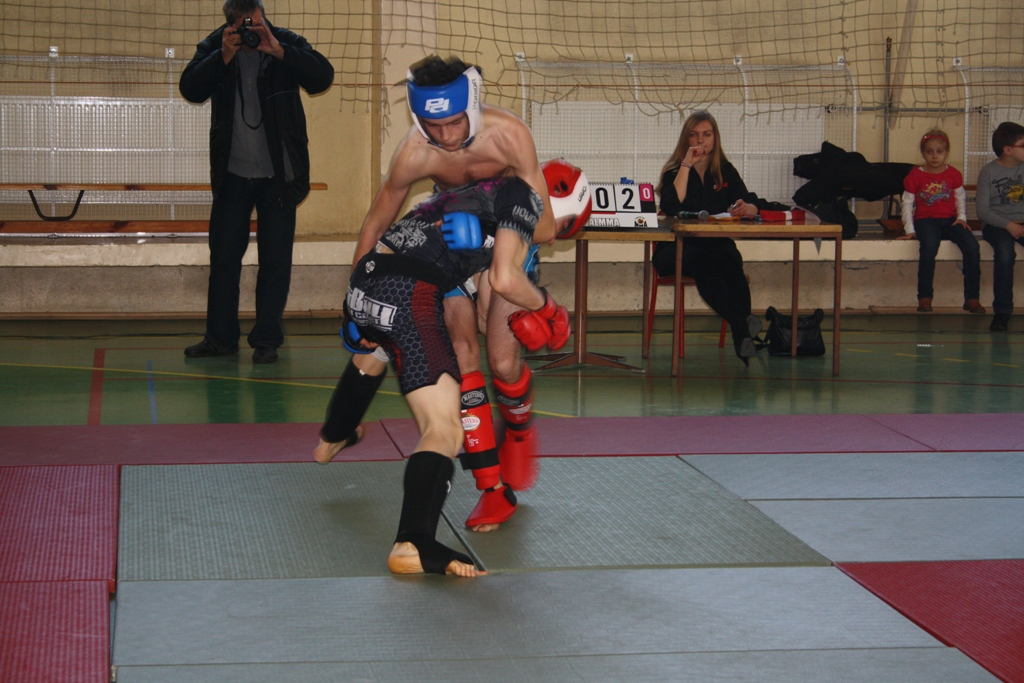
Zawodnicy w "pierwszym kroku" walczący na macie

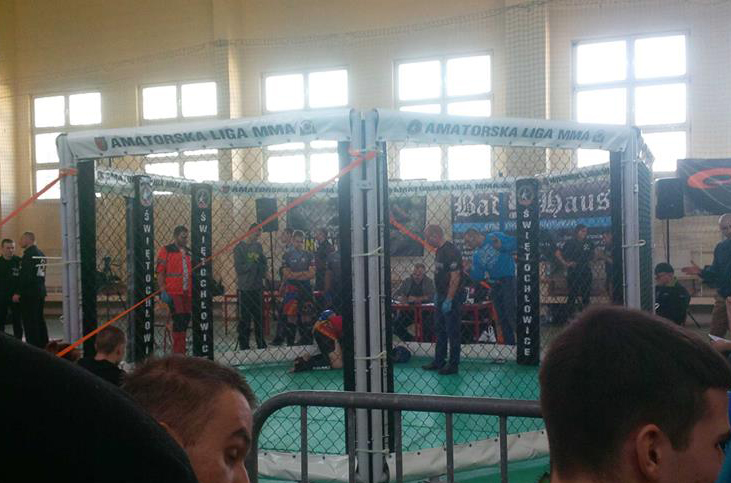
Oktagon w którym toczą się walki finałowe oraz full-contact

Zawodnik rozpoczynający starty w amatorskim MMA zaczyna od kategorii "pierwszego kroku" i może w nim wystąpić maksymalnie trzy razy:
- Pierwszy krok  (1x4min + ew 2 min dogrywka, ochraniacze na głowę i golenie)
- Semi-contact (1x4min + ew 2 min dogrywka, ochraniacze na głowę i golenie)
- Light-contact (1x4min + ew 2 min dogrywka, ochraniacze na głowę i golenie)
- Full-contact (1x5min + ew 3 min dogrywka, walka finałowa trwa 2x5 min + ew 3 min dogrywka, ochraniacze na głowę)

W kategoriach "pierwszego kroku" oraz semi-contact zabronione są ciosy na głowę w parterze, uderzenia kolanem w stójce oraz ciosy łokciami w korpus, do tego zabrania się dźwigni skrętnych na nogi m.in. na staw skokowy. W light-contact jest możliwość uderzania kolanami i łokciami w korpus w parterze. W kategorii full-contact wszelkie ciosy pięściami na głowę rywala w parterze są dozwolone, również ciosy kolanami w stójce na głowę i korpus, dozwolone są też dźwignie skrętne na nogi.

### Format zawodów
Zawody najczęściej odbywają się systemem pucharowym. Turniej składa się najczęściej z ćwierćfinału, półfinału, finału oraz walki o 3. miejsce. Liczba szczebli które musi przejść zawodnik jest zależna od ilości startujących w danej kategorii wiekowej/wagowej - jeśli jest niewystarczająca ilość startujących, format rozgrywek skraca się o np. jeden szczebel zaczynając zawody od półfinału.

### Kategorie wiekowe
Podział zawodników na kategorie wiekowe:
- Kadet – zawodnik 13 – 14 - 15 lat
- Junior - zawodnik w wieku 16 – 17 - 18 lat
- Pierwszy Krok / Senior - zawodnik w wieku 18 - 45 lat ("Pierwszy Krok" dotyczy zawodników, którzy brali udział do trzech zawodów MMA)

### Miejsce walki
Obszarem konkurencji może być: mata tatami, mata zapaśnicza, oktagon.
- Oktagon o średnicy nie mniejszej niż 6 m zatwierdzony przez sędziego głównego zawodów.
- Mata tatami musi składać się z dwóch stref. Między tymi strefami musi być pas ostrzegawczy szerokości 1 m, innego koloru niż pozostałej powierzchni, ułożony wokół pola walki. Pole walki wynosi 6 m x 6 m i tworzy wspólnie z pasem ostrzegawczym obszar walki 10m x 10 m.
- Mata zapaśnicza składająca się z miękkich materacy przykrytych pokrowcem gdzie pole walki stanowi koło o średnicy 9 m. Dookoła maty znajduje się 1-metrowa stref pasywności oznaczona kolorem czerwonym.
- Jeżeli są dwa lub więcej obszarów konkurencji (Maty), wspólny pas bezpieczeństwa jest dozwolony.

### Kategorie wagowe
Kobiety:  

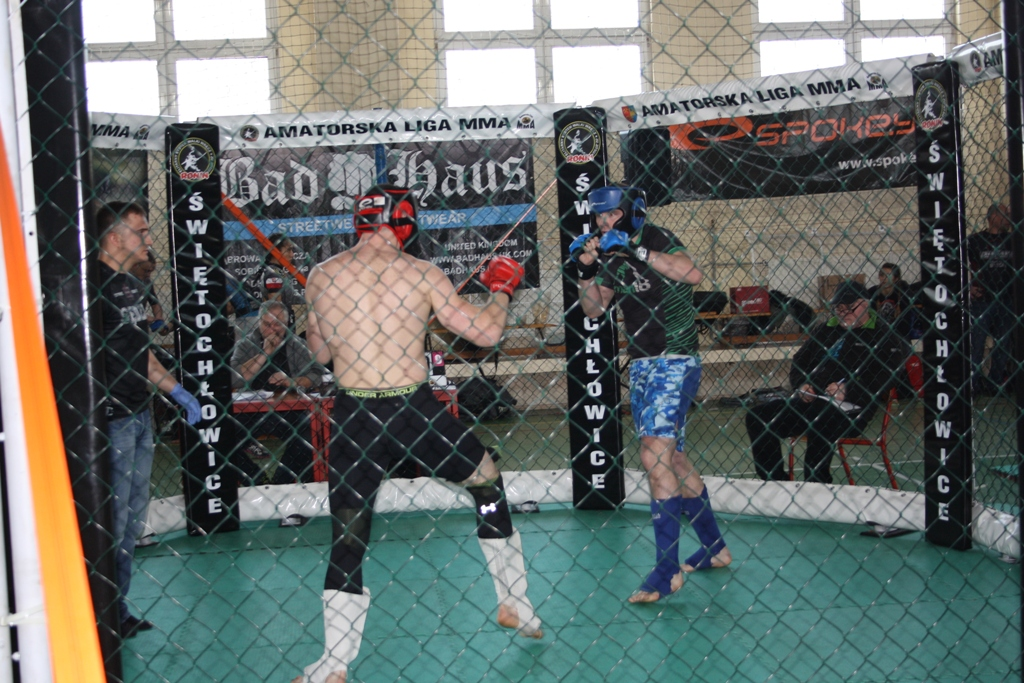
Walka finałowa toczona w oktagonie

- 52 kg, 57 kg, 61 kg, 66 kg, 71 kg, 77 kg

Mężczyźni:
- 61 kg, 66 kg, 70 kg, 77 kg, 84 kg, 93 kg, open

Kadeci
- 50 kg, 55 kg, 61 kg, 66 kg, 70 kg, 77 kg, 84 kg, open